# Bodegas La Ardosa

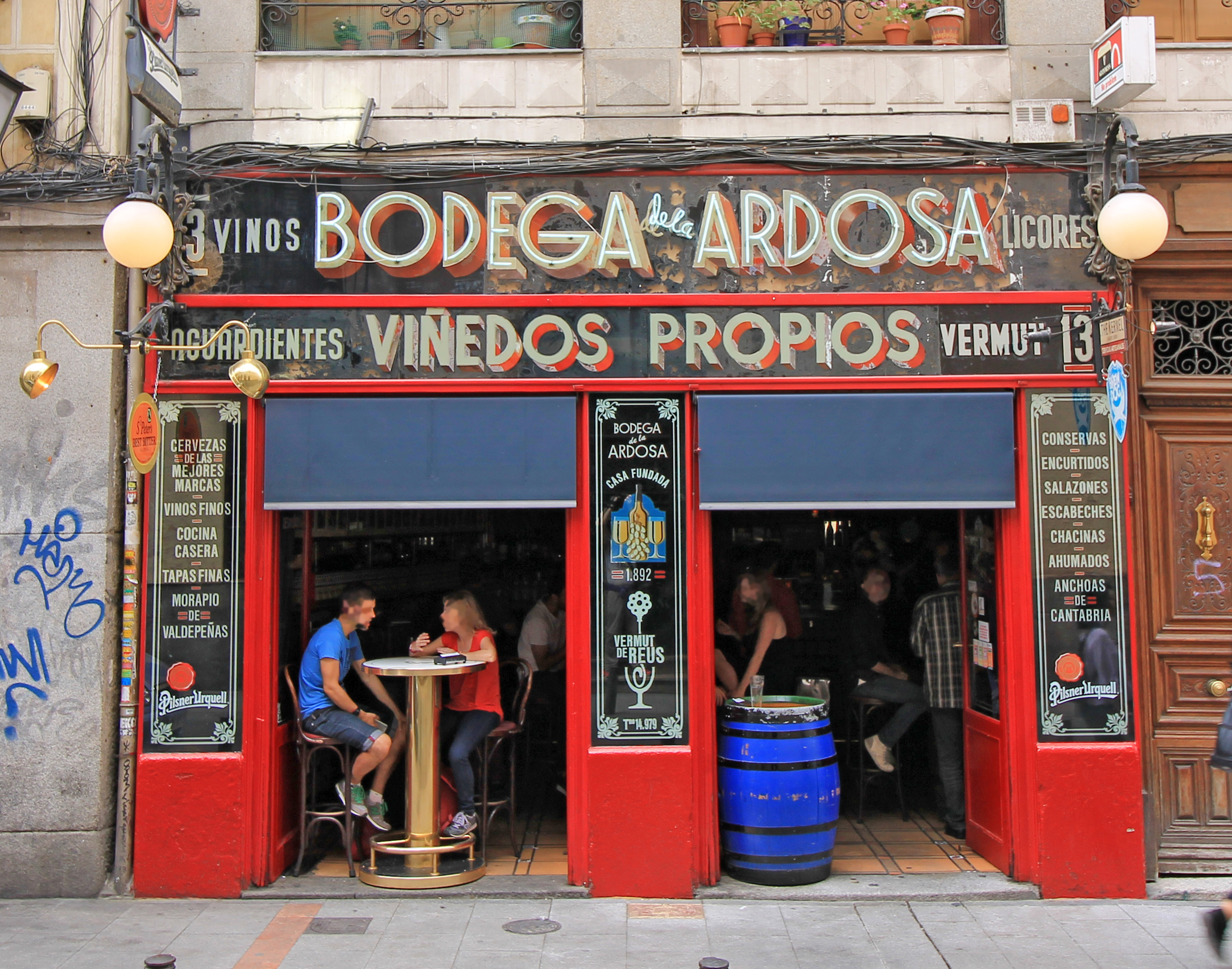
Establecimiento de la cadena de Bodegas La Ardosa, en el número 13 de la calle de Colon de Madrid.

Las bodegas La Ardosa fueron una red de establecimientos abiertos en el Madrid de finales del siglo xix (1892). A comienzos del xxi se conservaban aún dos de ellas, cuyas fachadas son una interesante muestra más del tópico casticismo en la decoración del comercio de la capital de España, con ejemplos singulares de la azulejería nacional, obra de maestros ceramistas como Enrique Guijo o Alfonso Romero Mesa entre 1917 y 1930. Su nombre, «La Ardosa», hace referencia a un pago de viñedos de la provincia de Toledo, próximo a la localidad de Consuegra.

## Historia
La cadena de bodegas «La Ardosa» fue promovida por el empresario Rafael Fernández, que llegó a montar más de dos docenas de establecimientos de este tipo en el Madrid de entresiglos. El negocio familiar se liquidó en su tercera generación.
Las tabernas sobrevivientes conservan en su fachada o su interior composiciones de azulejería policromada en grandes paneles orlados con marcos de lacerías y cenefas o zócalos y arrimaderos decorados con técnica de cuerda seca.
Se considera que la más antigua es la conservada en el número 13 de la calle de Colón (entre la calle Fuencarral y la plaza de San Ildefonso), inaugurada en 1892. Otro local de bodegas «La Ardosa», asimismo convertido en cervecería, es el de la calle de Santa Engracia, con una valiosa fachada de azulejería. Queda noticia de la existencia de otros locales que al ser totalmente reformados han perdido toda su identidad y encanto: en Ponzano, 10, en el número 32 de la calle de Abtao y en la calle Avecilla, en Vista Alegre.